# Fredriksdalsbron
Fredriksdalsbron ist eine doppelspurige Straßenbahnbrücke in der schwedischen Hauptstadt Stockholm. 

## Lage
Die Brücke befindet sich im Süden des Stadtteils Södermalm. Sie hat eine Länge von 379 Metern und eine Breite von knapp 11 Metern. Sie unterfährt die Johanneshovsbron und die Skanstullsbron, zwei Straßenbrücken, die schon existierten, bevor die Fredriksdalsbrücke erbaut wurde. 
Die Brücke verläuft in der Form einer Schleife. Die Brücke dient der Straßenbahn Tvärbanan, um von der Station Gullmarsplan zu der in östlicher Richtung liegenden Station Mårtensdal zu gelangen. Die Brückenbauarbeiten begannen 2000 und wurden 2002 beendet. Im gleichen Jahr wurde die Brücke auch eröffnet.